# Augustus (Spiel)
Augustus ist ein Gesellschaftsspiel von Paolo Mori. Das Spiel wurde zum Spiel des Jahres 2013 nominiert und erreichte beim Deutschen Spiele Preis 2013 den 10. Platz. Beim österreichischen Spiel der Spiele wurde es als „Spiele Hit für Familien“ ausgezeichnet. Beim italienischen Gioco dell'Anno wurde es Sieger 2013.
Die Illustrationen stammen von Vincent Dutrait. Herausgegeben wird das Spiel vom Verlag Hurrican Games, während es im deutschsprachigen Raum von Asmodée vertrieben wird.
Das Spiel erschien 2020 mit einer veränderten Thematik ebenfalls im Hurrican-Verlag erneut unter dem Titel Via Magica.

## Spielablauf
Spieler sammeln Legionen, die sich auf Karten in ihrer Auslage befinden. Mit Symbolen auf Spielplättchen versuchen sie, Provinzen und Personen zu kontrollieren. Wenn ein Spieler dies schafft, ruft er „Ave Caesar“ und erhält eine gewisse Anzahl Siegpunkte.

## Charakterisierung des Spiels
Das Spielmaterial besteht zum Großteil aus Karten, ergänzt mit Plättchen und Arbeiterfiguren. Die Spielzeit ist vergleichsweise kurz, und der Regelumfang gering, so dass es als Familienspiel einzustufen ist. Das Spielprinzip weist leichte Einflüsse vom Glücksspiel Bingo auf, erweitert das Prinzip aber durch taktische Entscheidungsmöglichkeiten.

## Kritiken
„Augustus reichert das als Lotterie bekannte Bingo geschickt mit taktischen Elementen an und führt damit ein fast 100 Jahre altes Prinzip auf eine neue Ebene mit mehr Spieltiefe. Trotz der zusätzlichen Regeln behält das Spiel die Leichtigkeit und Kurzweil seines Vorbilds. Mehr noch: Augustus fesselt die Spieler, da sie stets gemeinsam erwartungsvoll dem nächsten aus dem Beutel gezogenen Plättchen entgegensehen – das garantiert Spannung für alle bis zum Schluss.“